# Aglaia subsessilis
Aglaia subsessilis là một loài thực vật thuộc họ Meliaceae. Đây là loài đặc hữu của Malaysia.